# Борзаківська-Медведюк Маргарита Георгіївна
Борзаківська-Медведюк Маргарита Георгіївна (*1924, Варшава) — українська поетеса.

## Біографія
Народ. 1924 р. у Варшаві (Польща). Дитячі роки минали в с. Лисець Дунаєвецького району на Хмельниччині. Навчалася у Київському медичному інституті. Емігрувала на Захід, потім до США.
У 1947–1949 рр. працювала у театрі Володимира Блавацького. Закінчила медичний факультет Темпльського університету, працювала в лабораторії цього університету. Мешкає у Філадельфії (США).
Член Національної Спілки поетів США. Пише англійською та українською мовами.

## Творчість
Автор поем
- «Після революції — Україна 1921» (англ.),
- «Штучний голод в Україні 1932–1933 років» (англ.).